# 東光電気工事
東光電気工事株式会社（とうこうでんきこうじ、英: TOKO ELECTRICAL CONSTRUCTION CO., LTD.）は、日本の企業である。

## 概要
関東大震災後の復興期に送電網の整備で成長した電気工事会社の老舗で独立系として全国で展開している。
新幹線建設に計画段階から参加。そのほか東京ドーム、新都庁舎、ウォーターフロント計画、横浜ランドマークタワーなどの建設に参画し、インテリジェントビル建設に実績をもつ。

## 沿革
- 1923年11月 - 東京府東京市麹町区八重洲町1丁目1番地に合資会社東光商会設立。
- 1932年10月 - 組織改組により株式会社東光商会設立。
- 1944年10月 - 軍需省の電気工事業設備要網の企業整理により東海電気工事株式会社が設立され、東光商会は併合、東京支店となり存続。
- 1947年3月 - 東海電気工事株式会社から東京支店が分離独立し、愛知県名古屋市中区に東光電氣工事株式会社を設立。
- 1947年5月 - 本社を東京都千代田区に移転。
- 2006年6月 - 東光電氣工事株式会社から東光電気工事株式会社へ商号変更[1]。